# Ворона бугенвільська
Ворона бугенвільська (Corvus meeki) — вид горобцеподібних птахів роду Крук (Corvus) родини воронових (Corvidae).

## Опис
Це важка ворона, довжиною 41 см, з повністю глянцево-чорним оперенням, масивним трохи зігнутим вниз дзьобом і коротким хвостом. Дзьоб повністю чорний, райдужні оболонки очей темно-коричневі. Ноги чорні з оранжевими мозолями на підошвах. Клапті багрянисто-червоної шкіри видно під підборіддям. Розмах крил: 278—311 мм, довжина хвоста: 127—149 мм. Молодь має блідо-блакитно-сірі очі.

## Спосіб життя
Зустрічається поодинці або групами до 5 особин.

## Поширення та місця існування
Цей вид є ендеміком о. Бугенвіль і супутникових островів Бука (Папуа Нова Гвінея) і Шотлендських островів (Соломонові острови). Вид приурочений до субтропічних або тропічних вологих рівнинних лісів або тропічних вологих гірських лісів на висотах до 1600 м, але живиться на кокосових плантаціях і деградованих місцях проживання близьких до лісу. Вид буде перебувати під загрозою з боку потенційних великих лісозаготівельних операцій, коли Бугенвіль відкриє комерційну експлуатацію лісу.